# Dolní Benešov
Dolní Benešov é uma cidade checa localizada na região de Morávia-Silésia, distrito de Opava.